# Miraciidae
Miraciidae é uma família de crustáceos da ordem Harpacticoida.